# Cantone di Saint-Félicien
Il Cantone di Saint-Félicien era un cantone francese dell'arrondissement di Tournon-sur-Rhône.
A seguito della riforma approvata con decreto del 13 febbraio 2014, che ha avuto attuazione dopo le elezioni dipartimentali del 2015, è stato soppresso.

## Composizione
Comprendeva i comuni di:
- Arlebosc
- Bozas
- Colombier-le-Vieux
- Lafarre
- Pailharès
- Vaudevant
- Saint-Félicien
- Saint-Victor